# Episodi di SOKO - Misteri tra le montagne (diciassettesima stagione)
La diciassettesima stagione della serie televisiva SOKO - Misteri tra le montagne è stata trasmessa in anteprima in Austria da ORF 1 tra il 22 dicembre 2017 e il 20 aprile 2018.
| nº | Titolo originale       | Titolo italiano       | Prima TV Austria | Prima TV Italia  |
| -- | ---------------------- | --------------------- | ---------------- | ---------------- |
| 1  | Auf gute Nachbarschaft | Buon vicinato         | 22 dicembre 2017 | 19 novembre 2022 |
| 2  | Mord auf Raten         | Una lunga agonia      | 29 dicembre 2017 | 26 novembre 2022 |
| 3  | Kein Weg zurück        | Non si torna indietro | 5 gennaio 2018   | 26 novembre 2022 |
| 4  | Dunkle Wasser          | Acque torbide         | 12 gennaio 2018  | 3 dicembre 2022  |
| 5  | Schwarzes Herz         | Cuore nero            | 19 gennaio 2018  | 3 dicembre 2022  |
| 6  | Bis in alle Ewigkeit   | Per l’eternità        | 26 gennaio 2018  | 10 dicembre 2022 |
| 7  | Unsichtbar             | Invisibile            | 2 febbraio 2018  | 10 dicembre 2022 |
| 8  | Schöpfung              | Evoluzione assistita  | 16 febbraio 2018 | 16 dicembre 2022 |
| 9  | Unten                  | Sottoterra            | 23 febbraio 2018 | 16 dicembre 2022 |
| 10 | Mord mit?              | Escape Room           | 2 marzo 2018     | 7 gennaio 2023   |
| 11 | Wenn die Maske fällt   | Dietro la maschera    | 16 marzo 2018    | 7 gennaio 2023   |
| 12 | Der Staat bin ich      | Liberi cittadini      | 23 marzo 2018    | 14 gennaio 2023  |
| 13 | Rolling Gams           | Rolling Gams          | 6 aprile 2018    | 14 gennaio 2023  |
| 14 | M23                    | M23                   | 13 aprile 2018   | 21 gennaio 2023  |
| 15 | Arktis                 | Qualcosa in comune    | 20 aprile 2018   | 21 gennaio 2023  |